# Stora Liane
Stora Liane är ett naturreservat i Melleruds kommun i Västra Götalands län.
Området är naturskyddat sedan 2012 och är 37 hektar stort. Reservatet omfattar mindre våtmarker och tallskog med inslag av gran.